# Liste der Biografien/Hot
Liste der Biografien |
Portal Biografien |
Personensuche
# |
A |
B |
C |
D |
E |
F |
G |
H |
I |
J |
K |
L |
M |
N |
O |
P |
Q |
R |
S |
T |
U |
V |
W |
X |
Y |
Z |
?
 
Ha |
Hd |
He |
Hi |
Hj |
Hk |
Hl |
Hm |
Hn |
Ho |
Hr |
Hs |
Ht |
Hu |
Hv |
Hw |
Hy
 
Hoa |
Hob |
Hoc |
Hod |
Hoe |
Hof |
Hog–Hok |
Hol |
Hom |
Hon |
Hoo |
Hop |
Hoq |
Hor |
Hos |
Hot |
Hou |
Hov |
How |
Hox |
Hoy |
Hoz
Die Liste der Biografien führt alle Personen auf, die in der deutschsprachigen Wikipedia einen Artikel haben. Dieses ist eine Teilliste mit 182 Einträgen von Personen, deren Namen mit den Buchstaben „Hot“ beginnt.

## Hot
- Hot, Besim, Schweizer Pokerspieler
- Hot, Johnny (1932–2018), belgischer Jazzmusiker
- Hot, Natalie (* 1992), deutsche Pornodarstellerin
- Hot-Lydia (* 1976), deutsche Moderatorin und Pornodarstellerin

### Hota
- Hota, Almedin (* 1976), bosnisch-herzegowinischer Fußballspieler
- Hotahota, Coco (1941–2020), polynesischer Choreograf und Tänzer
- Hotak, Mir Wais (1673–1715), Gründer der Hotaki-Dynastie
- Hotakainen, Kari (* 1957), finnischer Schriftsteller
- Hotaling, Frank (1900–1977), US-amerikanischer Filmarchitekt
- Hotaling, Scott, US-amerikanischer Zoologe, Genetiker und Klimaforscher
- Hotar, Nükhet (* 1961), türkische Hochschullehrerin und Politikerin (AKP)
- Hotárek, Ondřej (* 1984), tschechisch-italienischer Eiskunstläufer

### Hotb
- Hotbody, Johnny (* 1963), US-amerikanischer Wrestler

### Hotc
- Hotchkis, John (1931–2017), US-amerikanischer Autorennfahrer
- Hotchkiss Wightman, Hazel (1886–1974), US-amerikanische Tennis- und Badmintonspielerin
- Hotchkiss, Benjamin (1826–1885), US-amerikanischer Artillerie-Ingenieur
- Hotchkiss, Giles W. (1815–1878), US-amerikanischer Jurist und Politiker
- Hotchkiss, Jedediah (1828–1899), US-amerikanischer Kartograph, Major in der Armee der Konföderierten Staaten von Amerika
- Hotchkiss, Julius (1810–1878), US-amerikanischer Politiker
- Hotchner, A. E. (1917–2020), US-amerikanischer Schriftsteller

### Hote
- Hotea, Valentin (* 1967), rumänischer Regisseur
- Hoteev, Andrei (1946–2021), russischer Pianist
- Hotei, Tomoyasu (* 1962), japanischer Musiker und SchauspielerTomoyasu Hotei (* 1962)

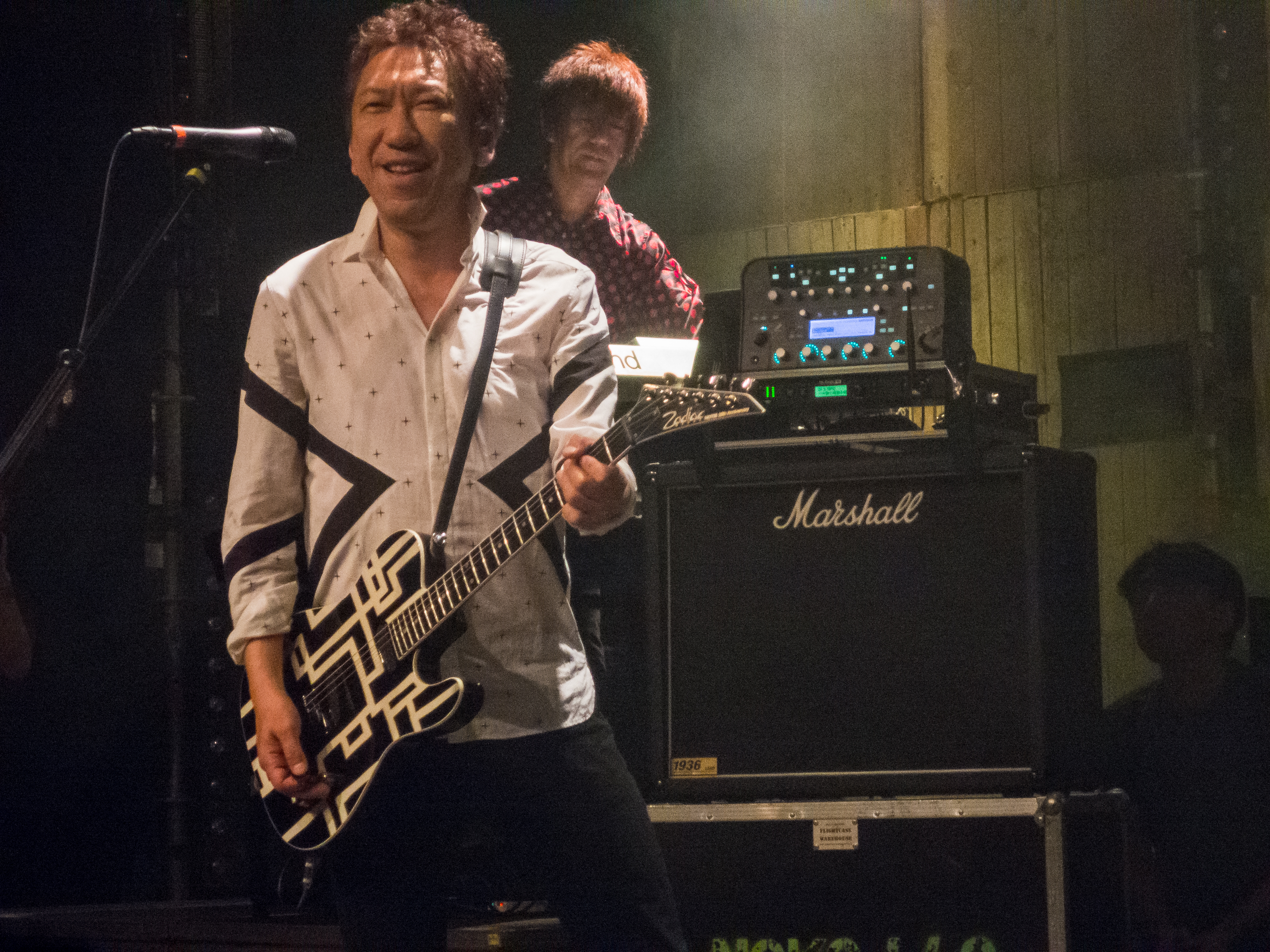
Tomoyasu Hotei (* 1962)

- Hotěk, Ivan (* 1955), tschechischer Diplomat
- Hotel Books (* 1993), US-amerikanischer Musiker
- Hotel, Nikola (* 1978), deutsche Schriftstellerin
- Hotelling, Harold (1895–1973), US-amerikanischer Statistiker
- Hotep-ib-Re, altägyptischer König
- Hotere, Ralph (1931–2013), neuseeländischer Künstler māorischer Herkunft
- Hotez, Peter (* 1958), US-amerikanischer Pädiater und Impfstoffforscher

### Hotf
- Hotfrid, Anastasiia (* 1996), georgische Gewichtheberin
- Hotfrid, Denys (* 1975), ukrainischer Gewichtheber

### Hotg
- Hötger, Dieter (* 1939), deutscher Fluchthelfer, "Tunnelbauer"
- Hötger, Dietmar (* 1947), deutscher Judoka

### Hoth
- Hoth Mai, James (* 1959), südsudanesischer Militär
- Hoth, Dietrich (1927–2012), deutscher Politiker (CDU), MdHB
- Hoth, Franz (1909–1949), deutscher SD-Mitarbeiter, SS-Führer und Kriegsverbrecher
- Hoth, Hermann (1885–1971), deutscher Generaloberst und KriegsverbrecherHermann Hoth (1885–1971)

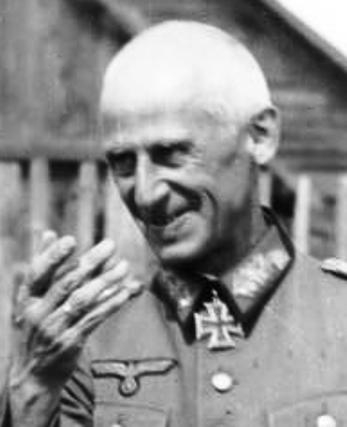
Hermann Hoth (1885–1971)

- Hoth, Rüdiger (* 1940), deutscher Bauingenieur
- Hoth, Sigrid (* 1961), deutsche Tierärztin und Politikerin (FDP)
- Hotham, Alan Geoffrey (1876–1965), britischer Marineoffizier
- Hotham, Charles (1806–1855), Gouverneur des australischen Bundesstaates Victoria (1854–1855)
- Hotham, Charles Frederick (1843–1925), britischer Admiral of the Fleet
- Hotham, John († 1337), englischer Geistlicher und Minister
- Hothby, John († 1487), englischer Musiktheoretiker und Komponist der frühen Renaissance
- Hotho, Heinrich Gustav (1802–1873), deutscher Philosoph und Kunsthistoriker
- Hothorn, Torsten (* 1975), deutscher Mathematiker

### Hoti
- Hoti, Andi (* 2003), kosovarisch-schweizerischer Fußballspieler
- Hoti, Avdullah (* 1976), kosovarischer Ökonom und Politiker
- Hoti, Florent (* 2000), kosovarisch-englischer Fußballspieler
- Hoti, Ukshin (* 1943), kosovarischer Friedensaktivist
- Hotić, Demir (* 1962), bosnischer Fußballspieler und -trainer
- Höting, Bernhard (1821–1898), Bischof von Osnabrück

### Hotm
- Hotman, Nicolas († 1663), französischer Komponist, Lautenist und Gambist

### Hoto
- Hotogi, Norio (* 1943), japanischer Radrennfahrer
- Hotomanus, Franciscus (1524–1590), französischer Jurist
- Hotop, Gerhard (* 1906), deutscher Landrat
- Hotop, Gerhard M. (1924–2014), deutscher Grafikdesigner
- Hotop, Matteo (* 2003), österreichischer Fußballspieler
- Hotopp, Albert (* 1886), deutscher Schriftsteller
- Hotopp, Ludwig (1854–1934), deutscher Bauingenieur, Baubeamter und Hochschullehrer, Erfinder einer Schleusenart
- Hotopp, Rainer (* 1951), deutscher Fußballspieler
- Hotovely, Tzipi (* 1978), israelische Politikerin und KolumnistinTzipi Hotovely (* 1978)

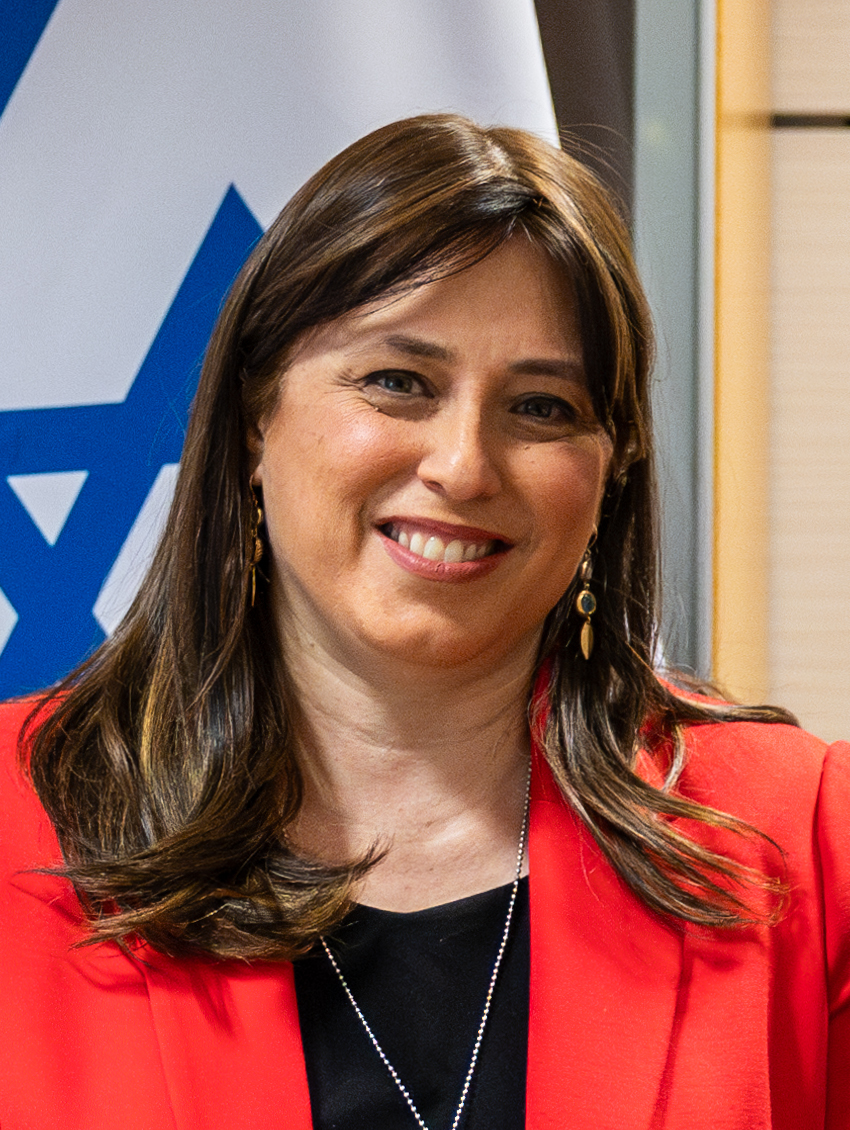
Tzipi Hotovely (* 1978)

- Hotový, Josef (1904–1975), tschechischer Komponist und Musiker
- Hotový, Zbyněk (1953–2019), tschechischer Fußballspieler
- Hotow, Ulrich (1910–1943), deutscher Maler und Grafiker
- Hotowetz, Kathrin R. (* 1965), deutsche Schriftstellerin und Verlegerin

### Hots
- Hötschl, Paula (* 2000), deutsche Volleyballspielerin
- Hotschnig, Alois (* 1959), österreichischer Schriftsteller
- Hotson, Howard (* 1959), britischer Historiker
- Hotson, Leslie (1897–1992), kanadischer Literaturhistoriker
- Hotsuki, Ozaki (1928–1999), japanischer Autor und Literaturkritiker

### Hott
- Hott, Armin (* 1960), deutscher Künstler
- Hott, Holger (* 1974), norwegischer Orientierungsläufer
- Hott, Lawrence (* 1950), US-amerikanischer Dokumentarfilmer und Filmproduzent
- Hotta Masamori (1609–1651), Ratgeber und Vertrauter zweier Shōgune (bis 1651)
- Hotta Masatoshi (1634–1684), japanischer Daimyō und Tairo
- Hotta Masayoshi (1810–1864), japanischer Politiker
- Hotta, Daiki (* 1994), japanischer Fußballspieler
- Hotta, Masanobu (1632–1680), Daimyō des Sakura-han in Japan
- Hotta, Shōzō (1899–1990), japanischer Bankmanager
- Hotta, Shūhei (* 1989), japanischer Fußballspieler
- Hotta, Yoshie (1918–1998), japanischer Schriftsteller
- Hotta, Yumi (* 1957), japanische Manga-Zeichnerin und -Autorin
- Höttcher, Carsten (* 1964), deutscher Politiker (CDU), MdL
- Hötte, Josef (1838–1919), Pelzhändler und Mäzen
- Hötte, Max († 1860), Leipziger Rauchwarenhändler (Pelzhandel)
- Hotte, Paul, kanadischer Filmausstatter
- Höttecke, Dietmar (* 1966), deutscher Physikdidaktiker
- Höttecke, Marcel (* 1987), deutscher FußballtorhüterMarcel Höttecke (* 1987)

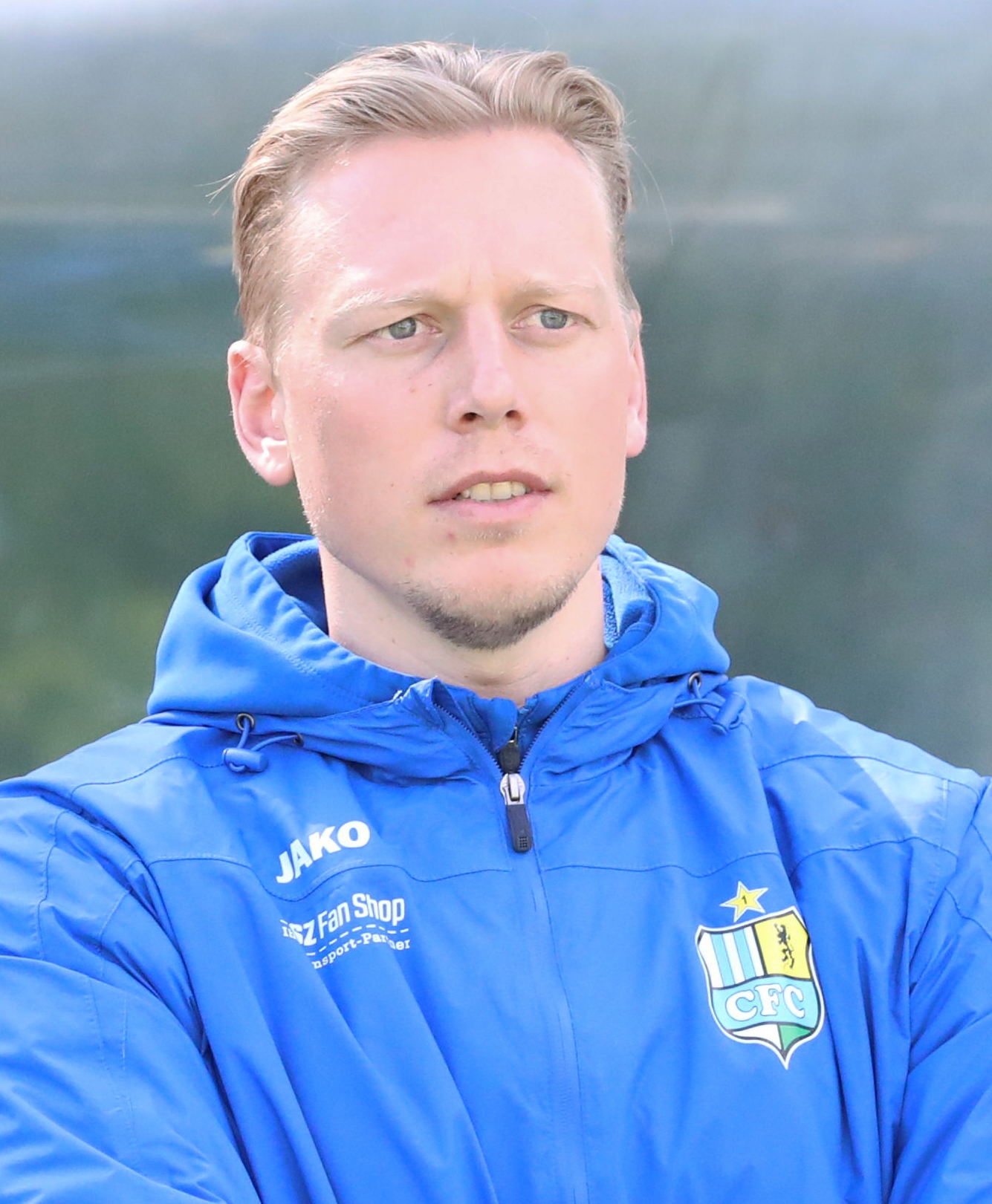
Marcel Höttecke (* 1987)

- Hottegindre, Gabriel (* 1979), uruguayischer Skirennläufer
- Hottek, Jakub (* 1983), tschechischer Fußballspieler
- Hottenroth, Edmund (1804–1889), deutscher Landschaftsmaler der Spätromantik
- Hottenroth, Ernst (1872–1908), deutscher Bildhauer
- Hottenroth, Friedrich (1840–1917), deutscher Trachten- und Brauchtumsforscher, Lithograf, Maler und Autor
- Hottenroth, Johann Edmund (1855–1937), sächsischer Oberstleutnant, Militärhistoriker
- Hottenroth, Woldemar (1802–1894), deutscher Maler der Spätromantik
- Hottenrott, Kuno (* 1959), deutscher Sportwissenschaftler
- Hottenrott, Laura (* 1992), deutsche LangstreckenläuferinLaura Hottenrott (* 1992)

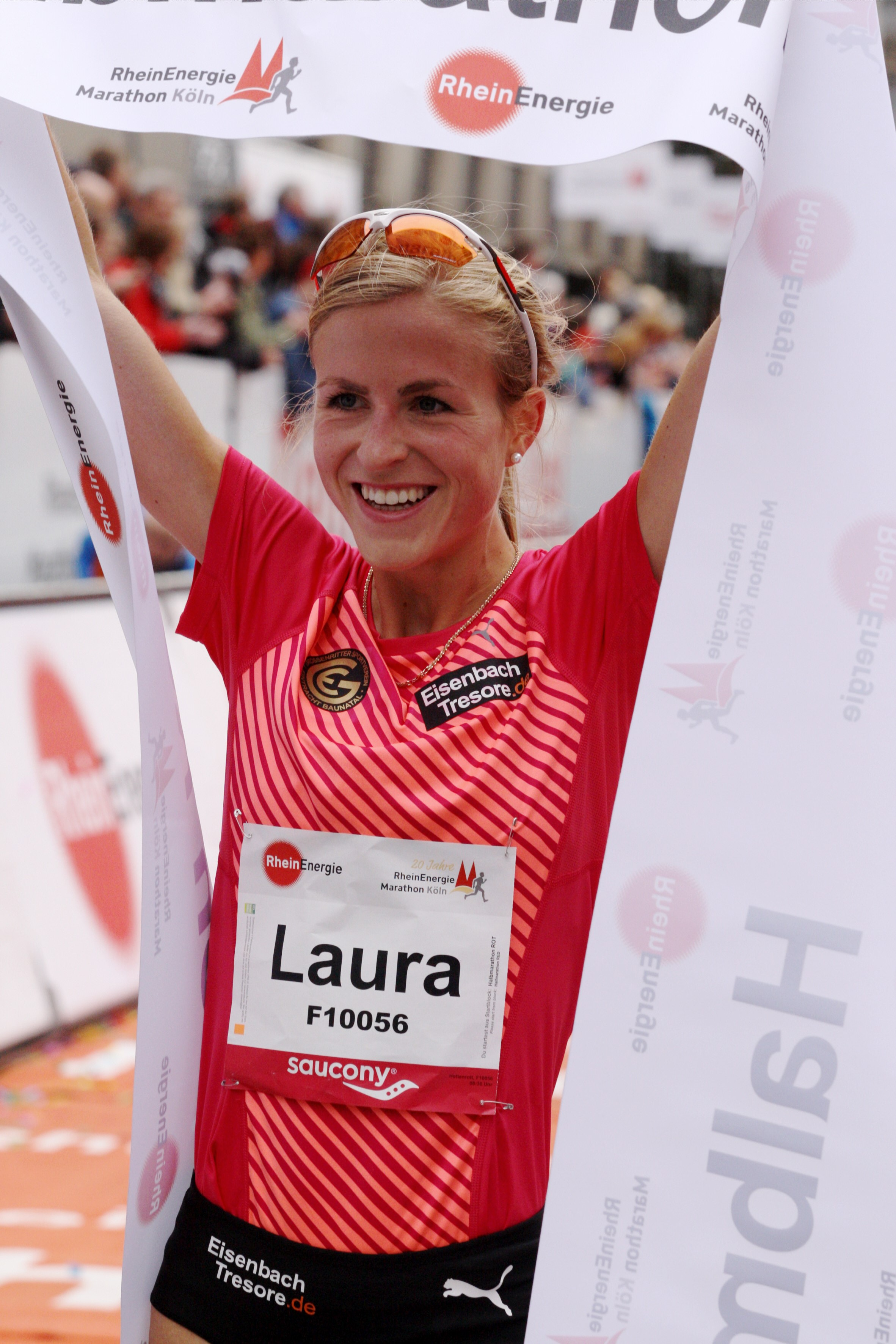
Laura Hottenrott (* 1992)

- Hottenrott, Wolfgang (* 1940), deutscher Ruderer und Olympiasieger
- Hotter, Alwine (1895–1995), österreichische Malerin, Grafikerin und Kunstgewerblerin
- Hotter, Hans (1909–2003), deutscher Opernsänger (Bassbariton) und Gesangspädagoge
- Hötter, Heinz (1923–2000), deutscher Komponist, Dirigent und Jazzpianist
- Hotter, Joseph (1792–1872), deutscher Jurist und Kommunalpolitiker, Bürgermeister von Ingolstadt
- Hötter, Viktor (1894–1917), deutscher Kurzstreckenläufer
- Hottes, Karlheinz (1925–2001), deutscher Geograph
- Hotteterre, Jacques-Martin (1673–1763), französischer Komponist und Instrumentenbauer
- Hotteterre, Jean de († 1691), französischer Drechslermeister, Instrumentenbauer und Musettespieler
- Hottgenroth, Markus (* 1970), deutscher Schauspieler
- Höttges, Horst-Dieter (1943–2023), deutscher Fußballspieler
- Höttges, Timotheus (* 1962), deutscher ManagerTimotheus Höttges (* 1962)

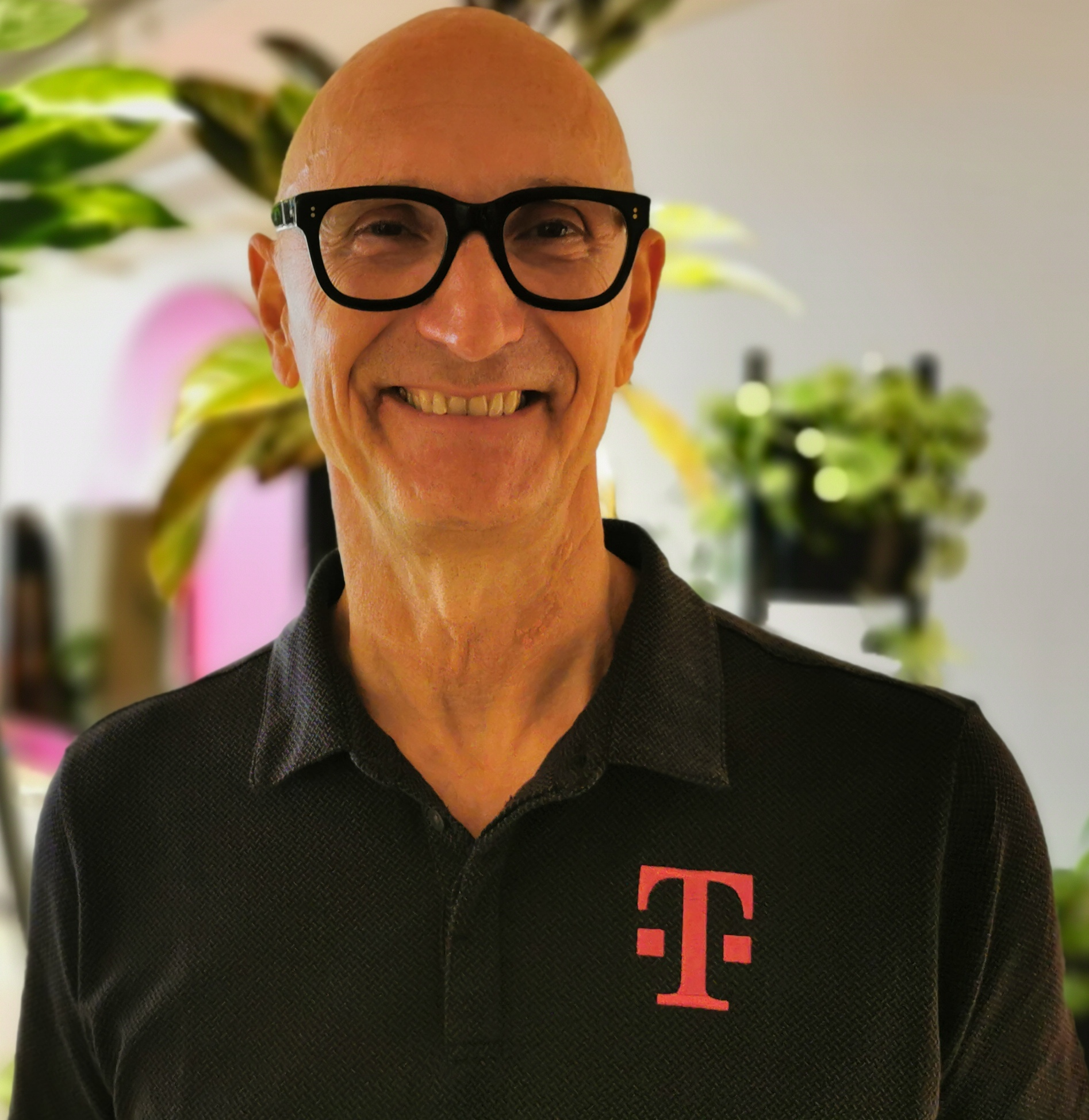
Timotheus Höttges (* 1962)

- Hotti, Éva (1920–1965), ungarische Schauspielerin
- Hottiger, Marc (* 1967), Schweizer Fussballspieler
- Hottiger, Markus (* 1958), Schweizer Primarlehrer, Komponist und Librettist
- Hottinger, Adolf (1897–1975), Schweizer Internist und Pädiater.
- Hottinger, Arnold (1926–2019), Schweizer Journalist und Publizist
- Hottinger, Christlieb Gotthold (1848–1914), deutscher Bibliothekar, Herausgeber und Autor
- Hottinger, Jakob Friedrich (1842–1915), Schweizer Pfarrer und Politiker im Kanton Zürich
- Hottinger, Johann Heinrich (1680–1756), Schweizer Kristallograph und Arzt
- Hottinger, Johann Heinrich der Jüngere (1681–1750), deutscher reformierter Theologe, Orientalist und Hochschullehrer
- Hottinger, Johann Heinrich, der Ältere (1620–1667), Schweizer Orientalist und Theologe
- Hottinger, Johann Jakob (1652–1735), Schweizer Theologe und Kirchenhistoriker
- Hottinger, Johann Jakob (1750–1819), Schweizer Philologe, Übersetzer und Schriftsteller
- Hottinger, Johann Jakob (1783–1860), Schweizer Historiker
- Hottinger, Klaus († 1524), Zürcher Bilderstürmer
- Hottinger, Lukas (1933–2011), Schweizer Paläontologe
- Höttinger, Markus (1956–1980), österreichischer Rennfahrer
- Hottinger, Mary (1893–1978), englische Übersetzerin und Herausgeberin
- Hottinger, Max (1879–1948), Schweizer Ingenieur und Privatdozent an der ETH Zürich
- Hottinguer, Jean-Conrad (1764–1841), Schweizer und später französischer Bankier und Politiker
- Höttl, Wilhelm (1915–1999), österreichischer SS-Funktionär und Schulleiter
- Hottmann, Eric (* 2000), deutscher FußballspielerEric Hottmann (* 2000)

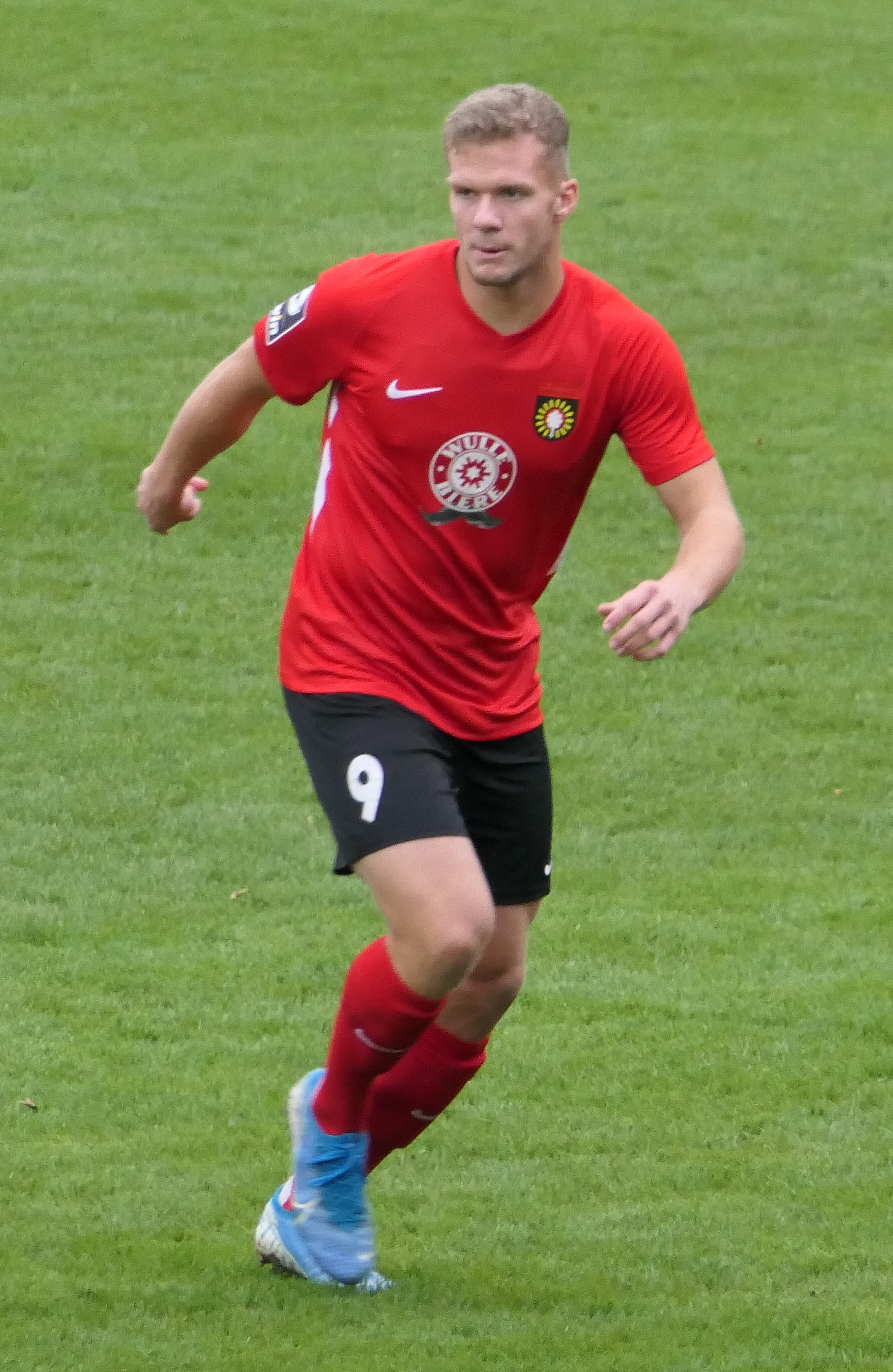
Eric Hottmann (* 2000)

- Hottner-Grefe, Anna (1867–1946), österreichische Schriftstellerin
- Hotto, Deon (* 1991), namibischer Fußballspieler
- Hotton, Cynthia (* 1969), argentinische Diplomatin und Politikerin
- Hotton, Martin (* 1946), englischer Komponist, Perkussionist, Organist, Dirigent und Musikpädagoge
- Hotton, Peter (1648–1709), niederländischer Mediziner und Botaniker
- Hottong, Nikolaus (* 1963), deutscher Ingenieur für Elektrotechnik und Professor für Videotechnik und Netzwerktechnologie
- Hottovy, Tommy (* 1981), US-amerikanischer Baseballspieler

### Hotu
- Hotula Khan († 1161), Herrscher der Mongolen

### Hotw
- Hotwagner, Lisa (* 1988), österreichische Radiomoderatorin

### Hotz
- Hotz, Albertus Paulus Hermanus (1855–1930), holländischer Unternehmer und Fotograf
- Hotz, Arturo (1944–2014), Schweizer Sportwissenschaftler und Hochschullehrer
- Hotz, Christian (* 1986), Schweizer Tischtennisspieler
- Hotz, George (* 1989), US-amerikanischer HackerGeorge Hotz (* 1989)

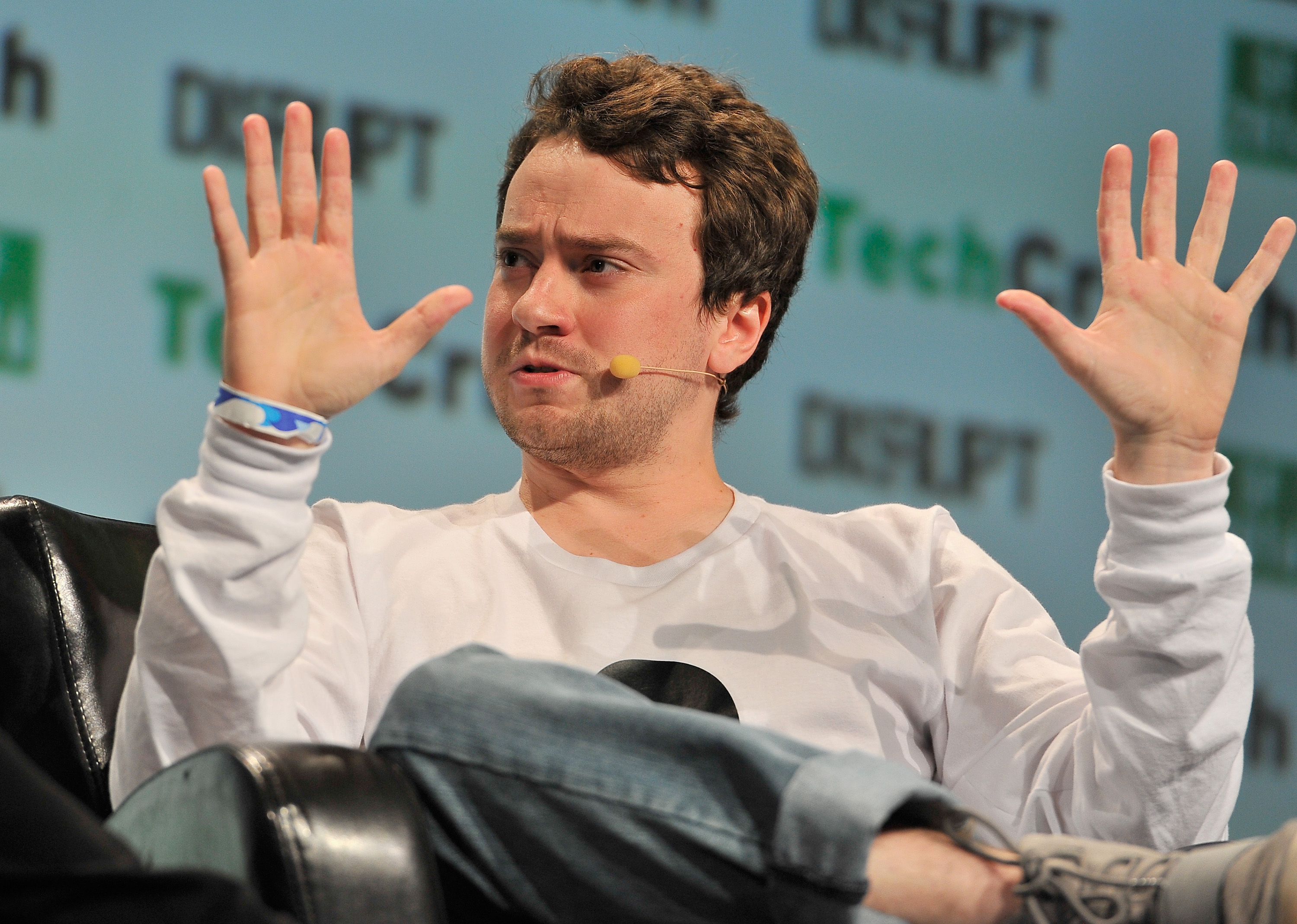
George Hotz (* 1989)

- Hotz, Gerhard (1880–1926), Schweizer Chirurg
- Hotz, Günter (* 1931), deutscher Informatiker
- Hotz, Jean (1890–1969), Schweizer Minister und Direktor der Handelsabteilung des Eidgenössischen Volkswirtschaftsdepartements vor, während und nach dem Zweiten Weltkrieg
- Hotz, Joachim (1934–1983), deutscher Kunsthistoriker
- Hotz, Julius (* 1997), deutscher Filmschauspieler
- Hotz, Karl (1877–1941), deutscher Ingenieur und Offizier der Wehrmacht
- Hotz, Kenny (* 1967), kanadischer Drehbuchautor, Entertainer und FilmemacherKenny Hotz (* 1967)

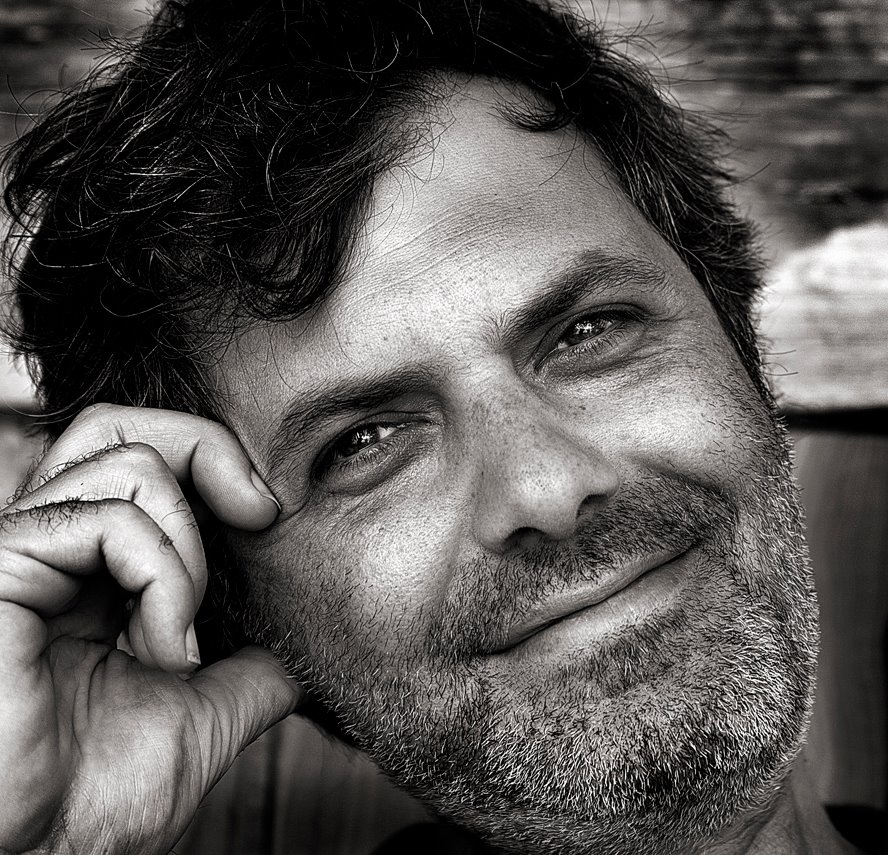
Kenny Hotz (* 1967)

- Hotz, Philipp (1884–1955), deutscher Baubeamter und Maler
- Hotz, Robert (1935–2021), Schweizer Jesuit
- Hotz, Sven (* 1929), Schweizer Unternehmer sowie Präsident und Mäzen des Schweizer Fussballvereins FC Zürich
- Hotz, Theo (1928–2018), Schweizer Architekt
- Hotz, Ulrike (* 1958), deutsche Kommunalpolitikerin (parteilos), Bürgermeisterin in Reutlingen (Baden-Württemberg)
- Hotz, Walter (1912–1996), deutscher Kunsthistoriker und Pfarrer
- Hotz, Wolfgang (* 1950), deutscher Ingenieurpädagoge und Politiker (SED, PDS), MdVK
- Hotz-Davies, Ingrid (* 1961), deutsche Anglistin
- Hotz-Kowner, Wera (* 1939), schweizerische Elektroingenieurin und Unternehmerin
- Hotzan, Michael (* 1961), deutscher Radrennfahrer, nationaler Meister im Radsport
- Hotze, Friedrich (1833–1900), österreichischer k. u. k. Feldmarschallleutnant, Militärschriftsteller und Lehrer
- Hotze, Friedrich von (1739–1799), kaiserlich-königlicher Feldmarschallleutnant (Generalleutnant) schweizerischer Herkunft
- Hotze, Gerhard (* 1962), deutscher katholischer Theologe
- Hotze, Henry (1833–1887), schweizerisch-US-amerikanischer Agent und Sklavereibefürworter
- Hotze, Johannes (1734–1801), Schweizer Landarzt
- Hotzel, Curt (1894–1967), deutscher Publizist
- Hötzel, Markus (* 1971), deutscher Tubist
- Hotzel, Rudolf (1909–1981), deutscher SS-Mann
- Hotzel, Siegfried (1894–1992), deutscher Wehrmachtspfarrer, Gemeindepfarrer und Autor
- Hötzel, Uwe (* 1959), deutscher Fußballspieler
- Hotzen, Adelbert (1830–1922), deutscher Architekt
- Hötzendorfer, Alois (1918–1995), österreichischer Politiker (ÖVP), Mitglied des Bundesrates
- Hötzendorfer, Johann (1873–1947), österreichischer Bauer und Politiker, Abgeordneter zum Nationalrat
- Hötzendorff, Theodor von (1898–1974), deutscher Maler
- Hotzenköcherle, Rudolf (1903–1976), Schweizer Sprachwissenschaftler
- Hötzer, Karl (1892–1969), Mundart-, Heimatdichter, Geschichtenschreiber und Lehrer
- Hötzl, Heinz (* 1941), deutscher Hochschullehrer, Professor für Geohydrologie
- Hötzl, Josef (1866–1947), österreichischer Architekt und Baumeister
- Hötzl, Petrus von (1836–1902), Bischof von Augsburg (1895–1902)
- Hotzo, El (* 1996), deutscher Satiriker und PodcastproduzentEl Hotzo (* 1996)

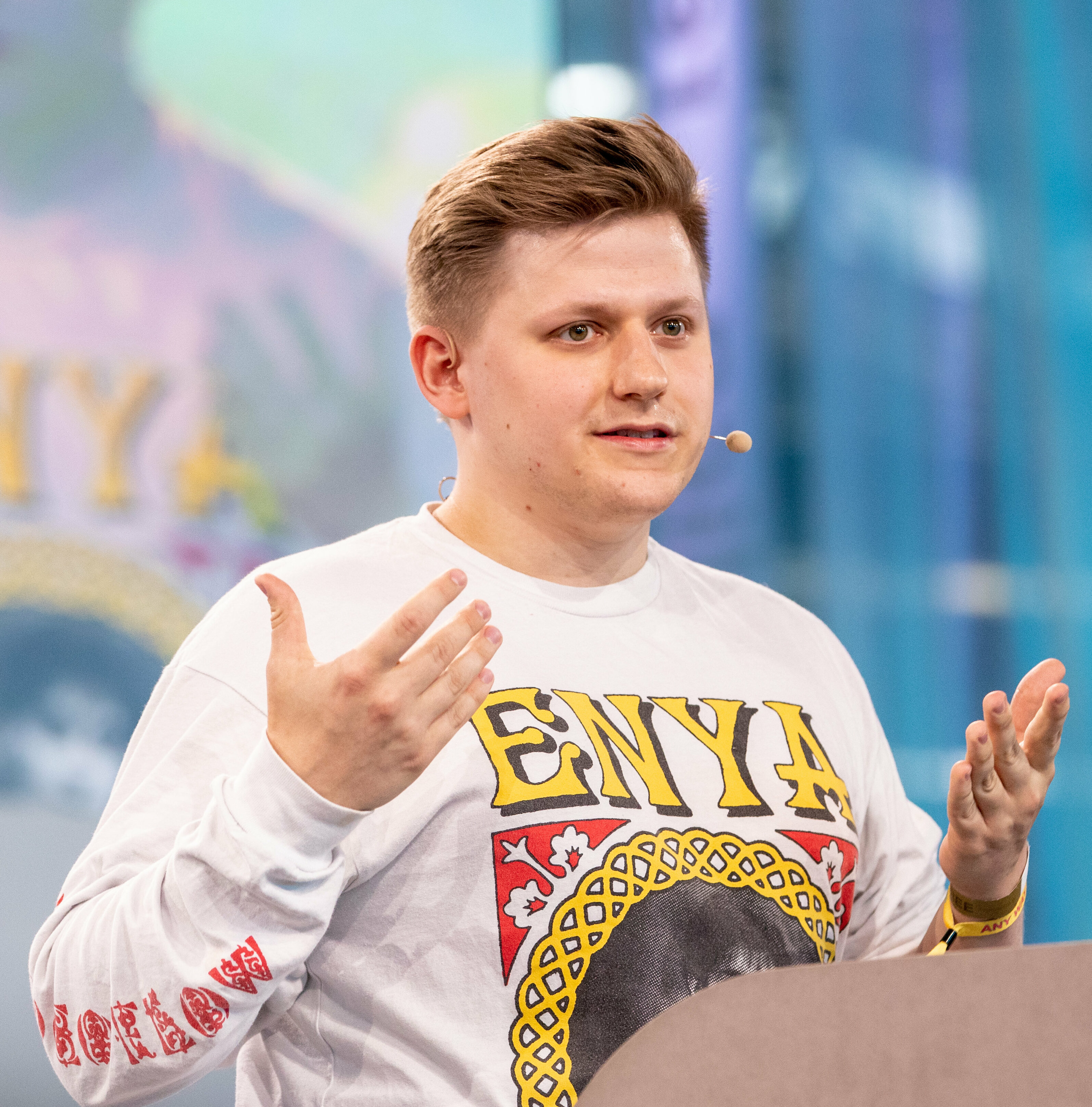
El Hotzo (* 1996)